# Orde de la Corona de Roure
L'Orde de la Corona de Roure (en francès: Ordre de la Couronne de Chêne; en luxemburguès: Eechelaafkrounenuerden) és una ordre honorífica luxemburguesa fundada el 1841 pel rei Guillem II dels Països Baixos.

## Història
El 1841 Guillem II dels Països Baixos va crear, com a Rei-Gran Duc, l'Orde de la Corona de Roure. En aquella època Luxemburg i els Països Baixos es trobaven en unió personal a les mans del mateix rei, Guillem II, el qual va mantenir aquesta orde exclusivament luxemburguesa, però el seu successor Guillem III la va vincular com a condecoració personal a la família d'Orange-Nassau. El límit originari dels condecorats, establert per Guillem II, era de 30 membres; però el seu successor va atorgar aquesta condecoració a 300 persones, incorporant una clàusula per la que el rei podia concedir-la discrecionalment, sense prèvia consulta al govern.
L'Orde va deixar de ser atorgada el 1890 quan la reina Guillermina va succeir al seu pare al tron dels Països Baixos, en ser la seva filla única al moment de la successió, pel que, en aplicació de la llei Sàlica va haver de renunciar al Gran Ducat de Luxemburg. El tron de Luxemburg en va passar per tant a ésser ocupat pel duc Adolf de Luxemburg.
L'Orde de la Corona de Roure subsisteix com una condecoració luxemburguesa i als Països Baixos es va instituir l'Orde d'Orange-Nassau per compensar les mateixes distincions honorífiques.
Després de la coronació del Gran Duc Adolfo, l'Orde va ser en primer lloc conferida als luxemburguesos, i posteriorment també als estrangers, sobretot a membres de famílies reials d'altres Estats.

## Graus
En ser fundada el 1841, l'Orde de la Corona de Roure no gaudia d'un veritable estatut, que no va ser promulgat fins al 1848. La seva estructura imitava el de l'Orde de Sant Jordi de Rússia, probablement pel fet que Guillem II, casat amb la filla del tsar de Rússia, havia rebut aquesta prestigiosa condecoració europea després d'haver participat en la batalla de Waterloo.
Actualment consta de 5 graus i tres medalles: 
| Cintes             |              |                  |                   |
| Cavaller Gran Creu | Gran Oficial | Comendador       | Oficial           |
| Cavaller           | Medalla d'or | Medalla de plata | Medalla de bronze |

## Insígnies

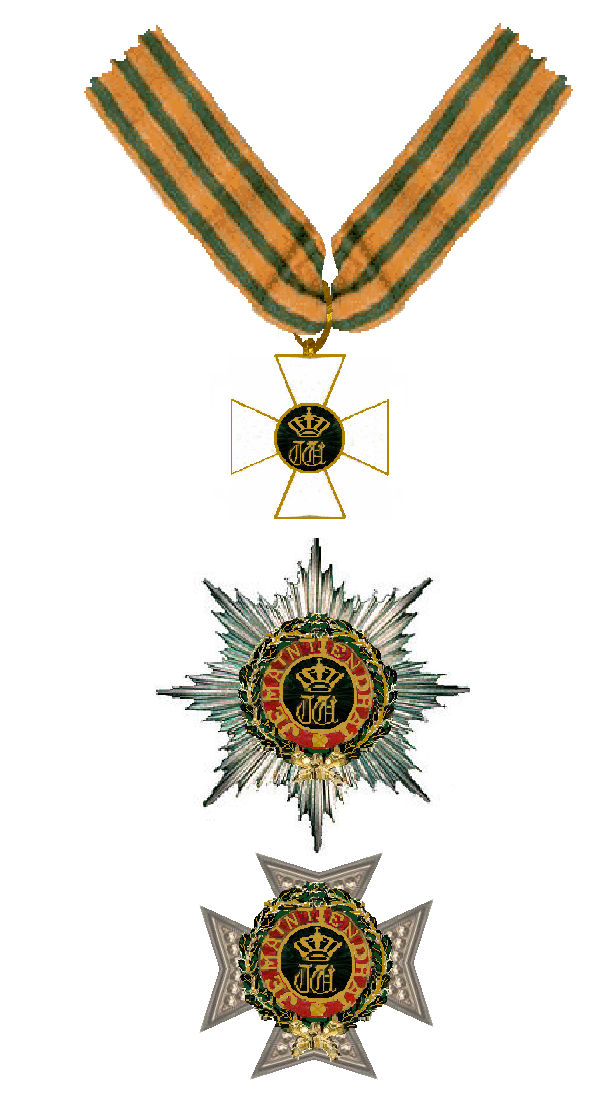

- L'ensenya de l'orde consisteix en una creu puntada de peu esmaltada de blanc prop d'una corona de roure d'or. En el centre es troba un medalló esmaltat de verd i vora d'or amb el monograma "W" (per Guillem, el fundador).
- L'estrella de l'orde consisteix en una estrella de vuit puntes de plata, o en una creu de malta de plata (solament per al Gran Oficial). En el centre es troba un medalló esmaltat de verd i vora d'or amb el monograma "W" (per Guillem, el fundador) envoltat per un cercle esmaltat de vermell amb el lema Je Maintiendrai («Jo mantindré»), avui divisa dels Països Baixos.
- La medalla (or, plata o bronze), de l'orde consisteix en un octògon amb els motius de l'orde per davant, mentre que al revers es troba gravada una corona de fulles de roure.
- La cinta de l'orde és groga amb tres bandes verd fosc.

## Textos legislatius
- Memorial A n° 1 de 03.01.1842, Reial Orde de 29 de desembre de 1841 Arxivat 2016-03-03 a Wayback Machine. /en francès.
- Memorial A n° 37 de 16.07.1845, Reial Orde de 8 de juliol de 1845, N° 1395, creant les insignies de l'orde Arxivat 2014-07-14 a Wayback Machine. /en francès.
- Memorial A n° 1 de 06.01.1855, Reial Orde de 2 de setembre de 1854 sobre els gastos de l'orde Arxivat 2016-03-03 a Wayback Machine. /en francès.
- Memorial A n° 6 de 23.02.1858, Reial Ordei de 5 de febrer de 1858 modificant la del 29 de desembre de 1841 (Creació del grau d'Oficial) Arxivat 2014-07-14 a Wayback Machine. /en francès.
- Memorial A n° 28 de 05.11.1872, Reial Orde de 28 d'octubre de 1872 sobre les insignies de l'orde Arxivat 2016-03-03 a Wayback Machine. /en francès.
- Memorial A n° 56 de 24.08.1876, Circular de 21 d'agosto de 1876 Arxivat 2014-07-14 a Wayback Machine. /en francès.